# ترزا فرانکینی
ترزا فرانکینی (ایتالیایی: Teresa Franchini؛ ۱۹ سپتامبر ۱۸۷۷ – ۱۱ اوت ۱۹۷۲) بازیگر اهل ایتالیا بود. وی در نخستین اجرای صحنه‌ای نمایشنامهٔ بادبزن خانم ویندیرمیر اثر اسکار وایلد در ایتالیا ایفای نقش نمود.
از فیلم‌ها یا برنامه‌های تلویزیونی که وی در آن نقش داشته‌است، می‌توان به زیبای خفته اشاره کرد.